# Major (educación estadounidense)
El término major en el sistema de educación superior en Estados Unidos, se refiere al campo de estudio primario de un estudiante que cursa un bachelor's degree o undergraduate degree (pregrado), que equivale al grado universitario en España co una duración de cuatro años. Adicionalmente, un estudiante puede elegir cursar un campo más específico, denominado Minor.
Por ejemplo, un estudiante que curse «Bachelor of Science in Biology» (equivalente a licenciatura en Biología) tiene el campo de estudio Biology como major. Sin embargo, si cursa «Bachelor of Science in Biology with minor in Chemistry» (es decir, con mención o especialización en Química), tiene como major el programa académico de Biology, y como minor la Chemistry.